# Liga Premier de Singapur 2023
La temporada 2023 de la Liga Premier de Singapur fue la 28.ª temporada de la máxima categoría del fútbol en Singapur desde 1996. Comenzó el 24 de febrero y finalizó el 16 de septiembre.
El club Albirex Niigata (S) fue el campeón defensor.

## Equipos

### Información
Fueron en total nueve los clubes participantes, siete con sede en Singapur, uno invitado desde Japón, Albirex Niigata (S), otro invitado desde Brunéi, Brunei DPMM FC. También participó el equipo nacional sub-23, el Young Lions.
| Equipo                | Estadio                          | Capacidad |
| --------------------- | -------------------------------- | --------- |
| Albirex Niigata (S)   | Jurong East                      | 2700      |
| Balestier Khalsa      | Toa Payoh                        | 3800      |
| Geylang International | Our Tampines Hub                 | 5000      |
| Hougang United        | Hougang                          | 3800      |
| Lion City Sailors     | Jalan Besar                      | 6000      |
| Tampines Rovers       | Our Tampines Hub                 | 5000      |
| Tanjong Pagar United  | Jurong East                      | 2700      |
| Young Lions           | Jalan Besar                      | 6000      |
| DPMM                  | Nacional Sultán Hassanal Bolkiah | 30 000    |

## Desarrollo

### Clasificación
| Pos. | Equipo                  | Pts. | PJ | G  | E | P  | GF | GC | Dif. | Clasificación 2024-25                       |
| ---- | ----------------------- | ---- | -- | -- | - | -- | -- | -- | ---- | ------------------------------------------- |
| 1    | Albirex Niigata (S) (C) | 62   | 24 | 20 | 2 | 2  | 86 | 20 | +66  |                                             |
| 2    | Lion City Sailors       | 54   | 24 | 17 | 3 | 4  | 79 | 39 | +40  | Fase de grupos de la Liga de Campeones 2    |
| 3    | Tampines Rovers         | 48   | 24 | 14 | 6 | 4  | 47 | 32 | +15  | Ronda de play-off de la Liga de Campeones 2 |
| 4    | Balestier Khalsa        | 36   | 24 | 12 | 0 | 12 | 60 | 71 | −11  |                                             |
| 5    | Geylang International   | 33   | 24 | 10 | 3 | 11 | 41 | 52 | −11  |                                             |
| 6    | Hougang United          | 29   | 24 | 9  | 2 | 13 | 37 | 57 | −20  |                                             |
| 7    | DPMM                    | 23   | 24 | 6  | 5 | 13 | 39 | 43 | −4   |                                             |
| 8    | Tanjong Pagar United    | 21   | 24 | 6  | 3 | 15 | 39 | 62 | −23  |                                             |
| 9    | Young Lions             | 5    | 24 | 1  | 2 | 21 | 24 | 76 | −52  |                                             |

 Fuente: Soccerway
Notas:
1. 1 2 3  Los clubes extranjeros – Albirex Niigata (S) y DPMM – como el equipo nacional sub-23 de la Asociación de Fútbol de Singapur (FAS), Young Lions, no eran elegibles para los cupos a competiciones AFC.

### Resultados
Cada club jugó contra los otros equipos tres veces, para un total de 24 partidos cada uno.
| Local \ Visitante     | ALB | BAL | GEY | HOU | LCS | TAM | TPU | DPM | YLI |
| --------------------- | --- | --- | --- | --- | --- | --- | --- | --- | --- |
| Albirex Niigata (S)   |     | 6–2 | 3–0 | 2–0 | 4–0 | 0–1 | 4–0 | 2–0 | 3–0 |
| Balestier Khalsa      | 1–6 |     | 2–3 | 2–3 | 4–5 | 1–3 | 4–3 | 3–2 | 3–1 |
| Geylang International | 1–6 | 3–0 |     | 2–1 | 1–2 | 1–1 | 2–3 | 2–0 | 4–2 |
| Hougang United        | 0–5 | 1–3 | 3–2 |     | 0–5 | 1–1 | 1–2 | 0–3 | 3–0 |
| Lion City Sailors     | 3–2 | 3–0 | 3–0 | 3–0 |     | 1–1 | 3–1 | 3–1 | 4–1 |
| Tampines Rovers       | 1–1 | 2–3 | 1–1 | 2–0 | 4–3 |     | 3–0 | 2–0 | 1–0 |
| Tanjong Pagar United  | 0–2 | 2–4 | 2–0 | 1–3 | 1–7 | 0–2 |     | 1–1 | 2–1 |
| DPMM                  | 0–2 | 3–4 | 1–3 | 2–3 | 3–3 | 0–1 | 2–1 |     | 6–0 |
| Young Lions           | 2–4 | 1–3 | 0–2 | 2–1 | 1–1 | 0–3 | 3–4 | 2–2 |     |

| Local \ Visitante     | ALB | BAL | GEY | HOU | LCS | TAM | TPU | DPM | YLI |
| --------------------- | --- | --- | --- | --- | --- | --- | --- | --- | --- |
| Albirex Niigata (S)   |     |     |     | 5–0 | 3–1 | 6–3 |     |     | 5–0 |
| Balestier Khalsa      | 1–6 |     |     | 1–3 |     | 1–3 |     |     | 4–2 |
| Geylang International | 1–6 | 2–6 |     | 0–2 |     |     |     |     | 3–0 |
| Hougang United        |     |     |     |     | 2–8 | 0–1 | 3–3 | 1–0 |     |
| Lion City Sailors     |     | 5–2 | 3–1 |     |     |     | 3–2 | 1–3 |     |
| Tampines Rovers       |     |     | 2–3 |     | 2–5 |     | 2–1 | 2–2 |     |
| Tanjong Pagar United  | 2–3 | 2–3 | 2–2 |     |     |     |     |     | 3–2 |
| DPMM                  | 1–1 | 2–3 | 1–2 |     |     |     | 2–1 |     |     |
| Young Lions           |     |     |     | 2–6 | 0–4 | 2–3 |     | 0–2 |     |

## Estadísticas

### Goleadores
- Fuente: Página oficial de la competición.